# Karol I Rumuński
Karol I (ur. 20 kwietnia 1839 w Sigmaringen, zm. 10 października 1914 w Sinai) – książę (domnitor) Rumunii w latach 1866–1881 i jej król w latach 1881–1914 z rodu Hohenzollern-Sigmaringen.

## Życiorys

### Młodość
Karl urodził się w rodzinie księcia Karola Antoniego i Józefiny Badeńskiej. Jego siostrą była Stefania – królowa Portugalii, i Maria Luiza – hrabina Flandrii. Po zdobyciu elementarnego wykształcenia uczęszczał do Szkoły Kadetów w Münster. W 1857 uczęszczał na kursy do Szkoły Artyleryjskiej w Berlinie. Brał udział w wojnie prusko-duńskiej, gdzie uczestniczył w szturmie na cytadele Friederica i Dybbøl. Zdobył tam opinię wzorowego żołnierza. Do roku 1866 był oficerem armii pruskiej.

### Zdobycie tronu

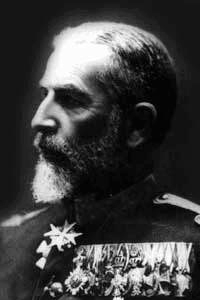
Karol I

Po przewrocie z 10/11 lutego 1866 r. i wygnaniu Aleksandra Jana Cuzy, Rumunia pogrążyła się w chaosie i stanęła przed groźbą rozpadu. Mimo sprzeciwu znacznej części społeczeństwa, dzięki poparciu Napoleona III (z którym rodzina Karola była w świetnych stosunkach) i większości rumuńskich elit politycznych, Karol został wybrany na księcia. Udał się więc incognito pociągiem do Rumunii. Na jej granicy powitał go Ion Brătianu i wspólnie udali się powozem do Bukaresztu (wówczas Rumunia nie posiadała żadnej linii kolejowej). Był tam owacyjnie witany; by zobaczyć nowego władcę, na ulice miast wylegały tłumy.

### Panowanie

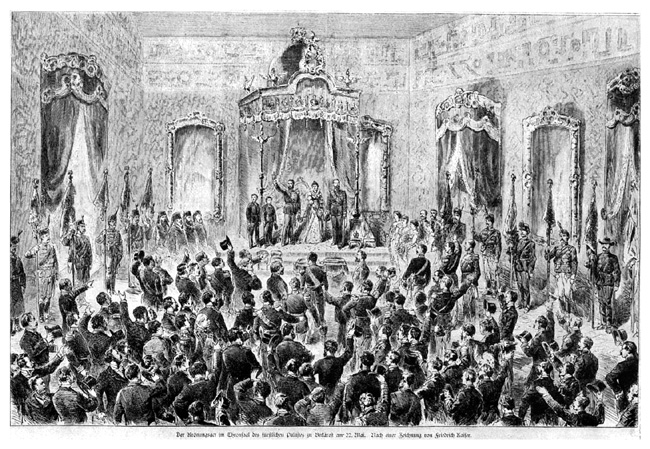
Koronacja Karola I

Od razu po przybyciu Karola I, parlament przyjął 29 czerwca 1866 r. nową konstytucję. Był to akt bardzo śmiały, stanowiący kolejny istotny krok na rumuńskiej drodze do pełnej niepodległości. Dawała ona możliwość reorganizacji państwa i wyciągnięcia go z anarchii.
Karol zajął się modernizacją kraju, ale wobec oporu części elit zagroził abdykacją w razie braku możliwości realizacji swojej wizji rozwoju. Ostatecznie Karol kontynuował program reform, inicjując rozwój infrastruktury drogowej i kolejowej, reformę systemu monetarnego oraz wspierał inicjatywy przemysłowe i działalność kredytową.
W 1869 Karol I ożenił się z Elisabeth zu Wied, z którą miał tylko jedno dziecko – córkę Marię, która zmarła w wieku 3 lat.
W czasie wojny rosyjsko-tureckiej w latach 1877–1878, Karol I dowodził wojskami rumuńskimi biorącymi w niej udział u boku Rosji. Nominalnie dowodził trzecim nieudanym szturmem Plewny. Ten konflikt przyniósł Rumunii międzynarodowe uznanie oraz, przyznaną na konferencji w Berlinie, pełną niepodległość od Turcji.
Od tego czasu Rumunia była królestwem, a Karol I królem, co potwierdziła zmiana konstytucji w 1881. W 1883 podpisał tajny pakt z Trójprzymierzem. W 1913 w czasie II wojny bałkańskiej zaatakował Bułgarię i zdobył na niej południową Dobrudżę. Rok później, gdy wybuchła I wojna światowa, mimo głosu opinii publicznej nawołującej do stanięcia po stronie Ententy, postanowił dopełnić przynajmniej części warunków traktatu z 1883 i zaatakować Rosję.
Ostatecznie pod naciskiem czołowych rumuńskich polityków zasiadających w Radzie Koronnej zrezygnował z sojuszu z Niemcami. W wyniku jego nagłej śmierci 10 października (27 września według kalendarza juliańskiego) 1914 r. tron objął jego bratanek Ferdynand I, który podtrzymał decyzję o przyłączeniu do Trójporozumienia.

## Odznaczenia
- Wielki Mistrz Orderu Karola I
- Wielki Mistrz Orderu Korony Rumunii
- Wielki Mistrz Orderu Gwiazdy Rumunii
- Order św. Andrzeja Apostoła (Rosja)
- Order św. Aleksandra Newskiego (Rosja)
- Order Orła Białego (Rosja)
- Order Świętej Anny I klasy (Rosja)
- Order św. Stanisława I kl. (Rosja)
- Order Słonia (Dania)
- Order Annuncjaty (Włochy)
- Order Serafinów (Szwecja)
- Order św. Huberta (Bawaria)
- Order Korony Rucianej (Saksonia)
- Order Podwiązki (1892, Wielka Brytania)
- Order Złotego Runa (1884, Austria)
- Order Orła Czarnego (Prusy)
- Krzyż Wielki Orderu Legii Honorowej (Francja)
- Krzyż Wielki z Łańcuchem Orderu Karola III (1880, Hiszpania)
- etc.